# Groupe de NGC 3348
Le groupe de NGC 3348 est un trio de galaxies situé dans la constellation de la Grande Ourse. La distance moyenne entre ce groupe et la Voie lactée est d'environ 40,9 Mpc (∼133 millions d'al). 

## Membres
Le tableau ci-dessous liste les trois galaxies du groupe indiquées dans l'article de A.M. Garcia paru en 1993.
| Nom      | Class.       | Type                  | α (J2000.0)   | δ (J2000.0) | Vitesse radiale (km/s) | m    | Distance (Mpc) | Dimension (kal) |
| -------- | ------------ | --------------------- | ------------- | ----------- | ---------------------- | ---- | -------------- | --------------- |
| NGC 3348 | E0           | Elliptique            | 10h 47m 10.0s | 72° 50′ 23″ | 2737 ± 13              | 11,1 | 41,3 ± 2,9     | 73              |
| NGC 3364 | SAB(rs)c     | Spirale intermédiaire | 10h 48m 29.8s | 72° 25′ 30″ | 2731 ± 3               | 12,8 | 41,3 ± 2,9     | 78              |
| NGC 3516 | (R)SB0^0?(s) | Lenticulaire          | 11h 06m 47.5s | 72° 34′ 07″ | 2649 ± 7               | 11,7 | 40,1 ± 2,8     | 103             |

Le site DeepskyLog permet de trouver aisément les constellations des galaxies mentionnées dans ce tableau ou si elles ne s'y trouvent pas, l'outil du site constellation permet de le faire à l'aide des coordonnées de la galaxie. Sauf indication contraire, les données proviennent du site NASA/IPAC.